# Симас Јасаитис
Симас Јасаитис (литв. Simas Jasaitis; Вилњус, 26. март 1982) је литвански кошаркаш. Игра на позицији крила, а тренутно наступа за Лијеткабелис.

## Каријера
Свој деби у литванској лиги имао је у сезони 2000/01, у дресу Сакалаја. Након тога следи пет сезона у дресу Лијетувос ритаса, где се играчки афирмисао, и освојио две титуле литванског првака и УЛЕБ куп у сезони 2004/05.
Након одласка из Ритаса, наступао је за Макаби Тел Авив, Таукерамику, Хувентуд, Галатасарај. У јануару 2011. се вратио у Лијетувос ритас и остао до краја сезоне.
У јулу 2011. је потписао једногодишњи уговор са Турк Телекомом. Од 2012. до 2014. је наступао за Локомотиву Кубањ, и са њима је у сезони 2012/13. освојио УЛЕБ Еврокуп.
У јануару 2015. поново је постао члан Лијетувос ритаса и са њима провео остатак сезоне. Сезону 2015/16. био је играч Орландине. У сезони 2016/17. бранио је боје Пезара.
У јулу 2017. потписао је једногодишњи уговор са Лијеткабелисом.

## Репрезентација
Јасаитис је дугогодишњи репрезентативац Литваније. Са њима је освојио две бронзане медаље, на Европском првенству 2007. и на Светском првенству 2010.